# サンタクララ大学
サンタクララ大学 (サンタクララだいがく、Santa Clara University) はアメリカ合衆国カリフォルニア州サンタクララ市（現在のシリコンバレーの中心部）にあるローマ・カトリック系共学大学である。イエズス会によって同州で最初に創立された四学期制の私立大学である。上智大学と学生交換協定を結んでいる。

## 歴史
Mission Santa Clara de Asis上で1851年に設立される。以前はUniversity of Santa Clara（日本語訳は変わらず「サンタクララ大学」）という名称であったが、経営危機にあった1980年代、その略称「USC」が同じカリフォルニア州にある大手私立大学、南カリフォルニア大学（University of Southern California）と同じであり、それが大学のアイデンティティーの危機に貢献しているとの意見が高まり、1989年現在の名称に改名され略称も「SCU」と変わった。
近年は、ハイテク産業の中心であるシリコンバレーで働いている社会人向けのパートタイムMBAビジネススクールとしてのポジションを確立しつつある。2010年のU.S. News & World Reportの評価では、パートタイムMBAプログラムとして全米10位、エグゼクティブMBAプログラムとして全米15位である。
学士課程において、同ランキングにおいて、西部のマスターズカレッジで、18年間連続で2位にランキング、2010年プリンストンレビューThe Best 371 Colleges にノミネートされるなど、高い評価を受けている。

## 学問
3つのタイプの学部課程を提供している：
- Bachelor of Arts
- Bachelor of Science
- Bachelor of Science in Commerce

6つのタイプの大学院課程を提供している：
- サンタクララ大学ロースクール (J.D., L.L.M)
- ビジネス (MBA, MSIS)
- 工学 (M.S., Ph.D.)
- Counseling Psychology (M.A.)
- 教育 (M.A.)
- Pastoral Ministries (M.A.)

## 統計
- 学部学生数はおおよそ4700人
- 常勤講師数は434人
- 非常勤講師数は287人
- 大学の年間予算 (2003年ー2004年)：~$224 million
- 学部生の学費と納付金 (2003年ー2004年)：$27,135
- 学部生の生活費 (2003年ー2004年)：$9,693
- 大学寄付金：$500+ million
- キャンパスの広さ：104 エーカー (0.4 km²)

## 著名な出身者
- パット・ゲルシンガー - インテル CEO
- ギャビン・ニューサム - 第40代カリフォルニア州知事
- ランディ・ウィン - MLB（シアトル・マリナーズなど）でプレーしたプロ野球選手
- トミー・メディカ - MLB（サンディエゴ・パドレス）でプレーするプロ野球選手
- スティーブ・ナッシュ - バスケットボール選手
- ワイス団 - バスケットボール選手
- ウィリアム・パトリック・クラーク - 政治家
- ジャネット・ナポリターノ - 政治家、アメリカ合衆国国土安全保障長官
- ヨーマ・カウコネン - ジェファーソン・エアプレインギタリスト
- ブレンダン・アイク -  プログラマー、プログラミング言語 JavaScript の生みの親